# Сульфідизація
Сульфідизація (нім. Sulphidisation f, Sulfidierung f) — процес у мінералогії, що супроводжується відкладенням піриту та ін. сульфідів у вигляді вкрапленості в змінених гірських породах.